# Lazarus Group
Lazarus Group (známá také pod jménem Guardians of Peace nebo Whois Team) je hackerská skupina, která se specializuje na počítačovou kriminalitu. Je tvořena neznámým počtem lidí. Stojí za několika kybernetickými útoky. Původně byla prezentována jako zločinecká skupina, nyní už pokročilá trvalá hrozba, a to díky promyšlenému systému a širokému spektru jejich operací. Lazarus Group má silné vazby na Severní Koreu. Federální úřad pro vyšetřování v USA prohlašuje, že se jedná o hackerskou skupinu podporovanou státem. Specializují se především na útoky proti USA a Jižní Koreji. Mimo jiné mají na svědomí i kybernetickou loupež z bangladéšské banky, kde dokázali nelegálně převést 1 miliardu amerických dolarů.  